# کنوانسیون فرهنگی اروپا
کنوانسیون فرهنگی اروپا (به انگلیسی: European Cultural Convention) یک معاهده بین‌المللی برای کشورهای عضو اتحادیه اروپا است که با استفاده از فرهنگ محلی به عنوان نقطه شروع، ایجاد اهداف مشترک و طرح اقدام برای رسیدن به یک جامعه اروپایی یکپارچه، تقویت ارزش‌های جهانی، حقوق و تنوع فرهنگی می‌پردازد. کنوانسیون فرهنگی اروپا با دستور شورای اروپا در پاریس در ۱۹ دسامبر ۱۹۵۴ افتتاح شد.
این کنوانسیون توسط تمام ۴۷ کشور عضو شورای اروپا تصویب شده است؛ که شامل بلاروس، سریر مقدس و قزاقستان می‌شود.

## اعضا
امضاکنندگان کنوانسیون فرهنگی اروپا شامل:
| - آلبانی - آندورا - ارمنستان - اتریش - آذربایجان - بلاروس - بلژیک - بوسنی و هرزگوین - بلغارستان - کرواسی - قبرس - چک | - دانمارک - استونی - فنلاند - فرانسه - گرجستان - آلمان - یونان - مجارستان - ایسلند - ایرلند - ایتالیا - قزاقستان | - لتونی - لیختن‌اشتاین - لیتوانی - لوکزامبورگ - مقدونیه شمالی - مالت - مولدووا - موناکو - مونته‌نگرو - هلند - نروژ - لهستان - پرتغال | - رومانی - روسیه - سان مارینو - صربستان - اسلواکی - اسلوونی - اسپانیا - سوئد - سوئیس - ترکیه - اوکراین - بریتانیا - واتیکان |